# Les Abrets en Dauphiné
Les Abrets en Dauphiné – gmina we Francji, w regionie Owernia-Rodan-Alpy, w departamencie Isère. W 2013 roku liczba ludności na terenie obecnej gminy wynosiła 6378 mieszkańców. 
Gmina została utworzona 1 stycznia 2016 roku z połączenia trzech wcześniejszych gmin: Les Abrets, La Bâtie-Divisin oraz Fitilieu. Siedzibą gminy została miejscowość Les Abrets.